# Abbaye Saint-Winoc de Bergues
L'abbaye Saint-Winoc est un ancien établissement religieux situé à Bergues (Nord), en Flandre maritime, dans l'actuel arrondissement de Dunkerque.
En fait, elle est d'abord un monastère fondé au VIIe siècle par saint Winoc sur des terres données à proximité des bois de Wormhout par Hérémard. La première implantation ayant été détruite à la suite des raids vikings en France, l'abbaye a été refondée vers 900, quand une église a été construite dans la partie basse de Bergues sous l'impulsion de Baudouin II de Flandre. Ce dernier y amena les reliques de saint Winoc, y plaça des chanoines et dota le chapitre de biens et de privilèges.
L'abbaye Saint-Winoc, proprement dite, bâtie plus tard au XIe siècle, est attachée à l'ordre de Saint-Benoît et au diocèse d'Ypres. Monastère réputé pour ses possessions et sa richesse, l'abbaye disparaît avec la révolution française, et seuls n'en subsistèrent alors que quelques éléments.

## Dérivés du nom
Winociberga, Winoci mons.

## Historique

### Création

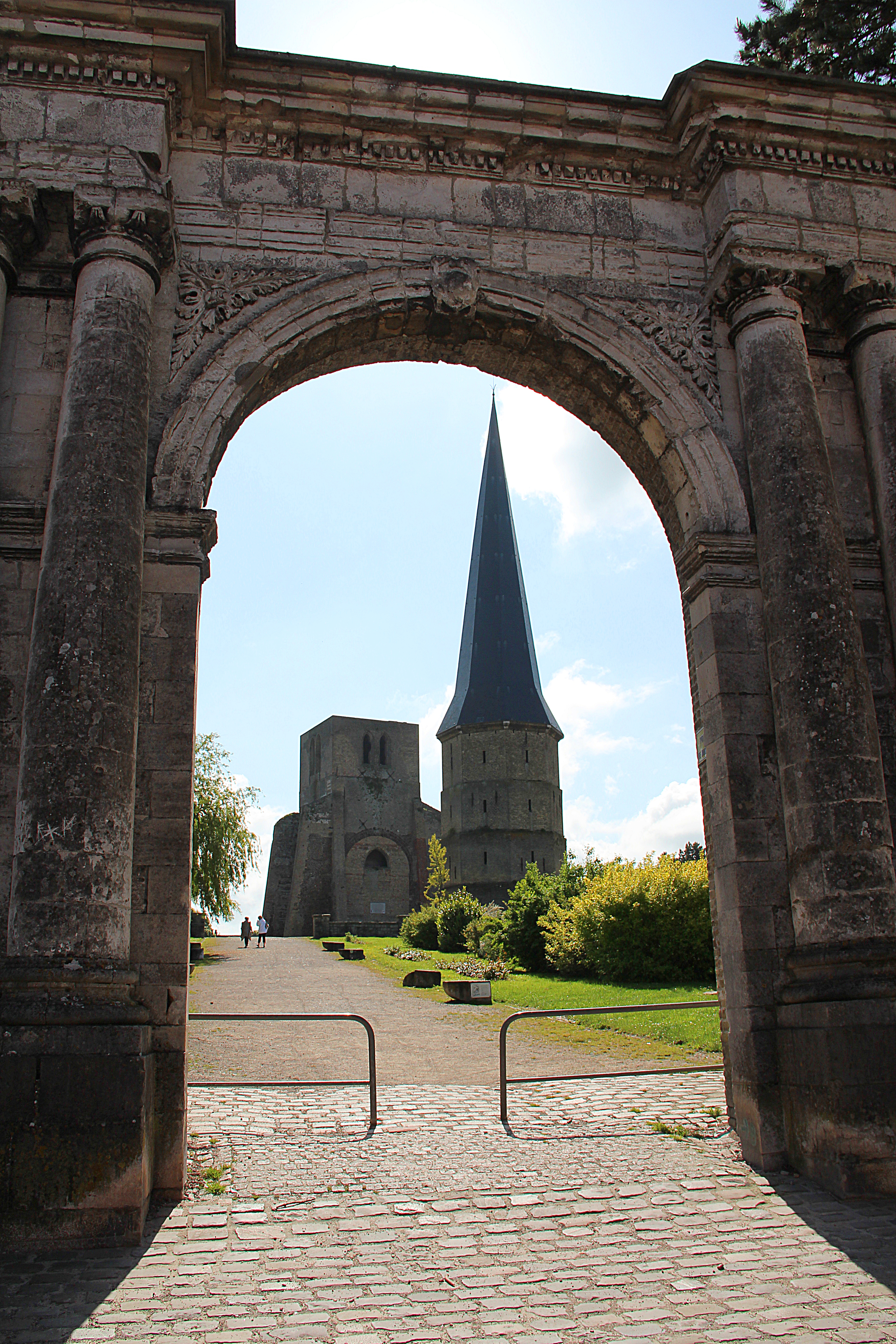
Portail et tours de l'ancienne abbaye Saint-Winoc.

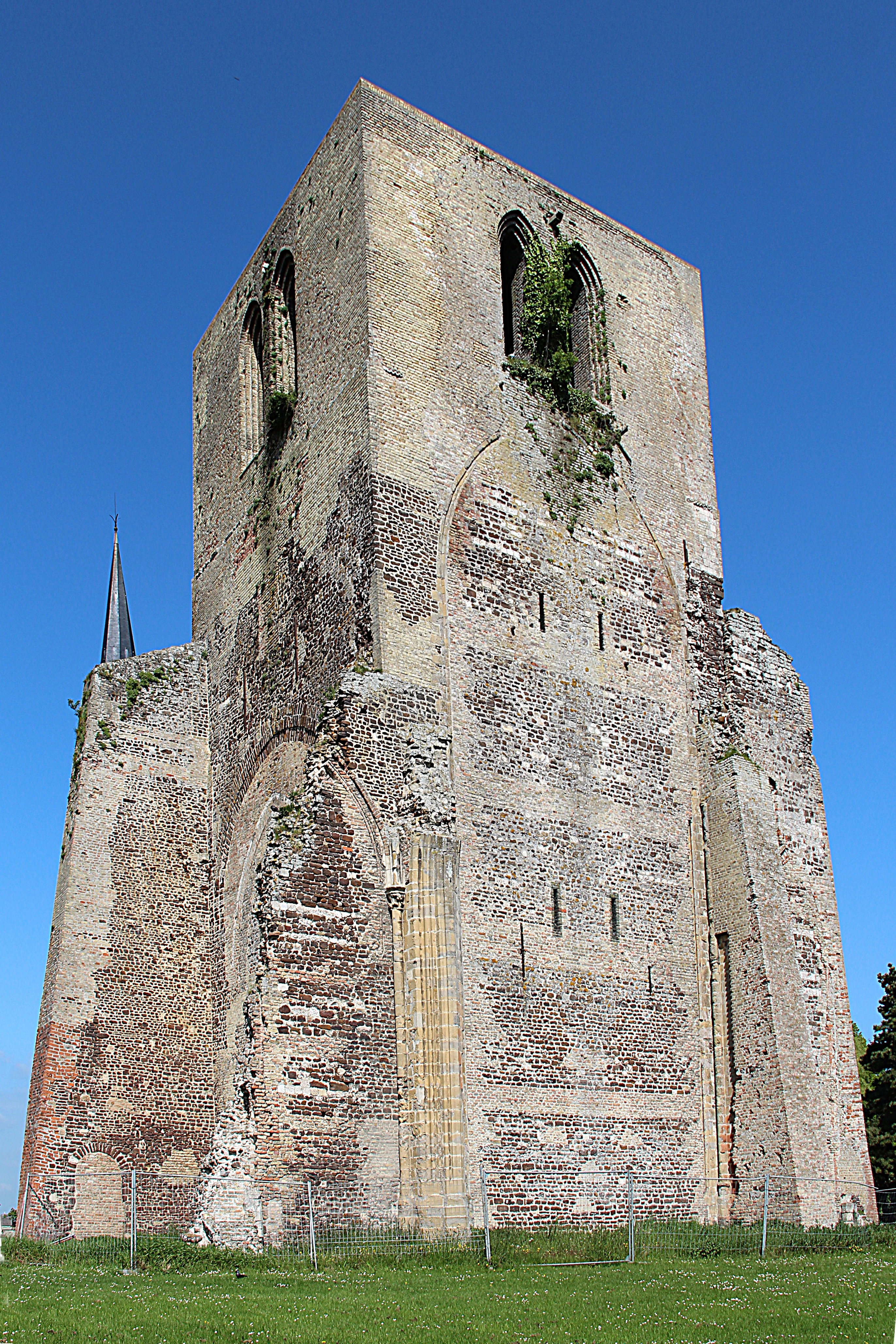
Tour carrée de l'ancienne abbaye Saint-Winoc.

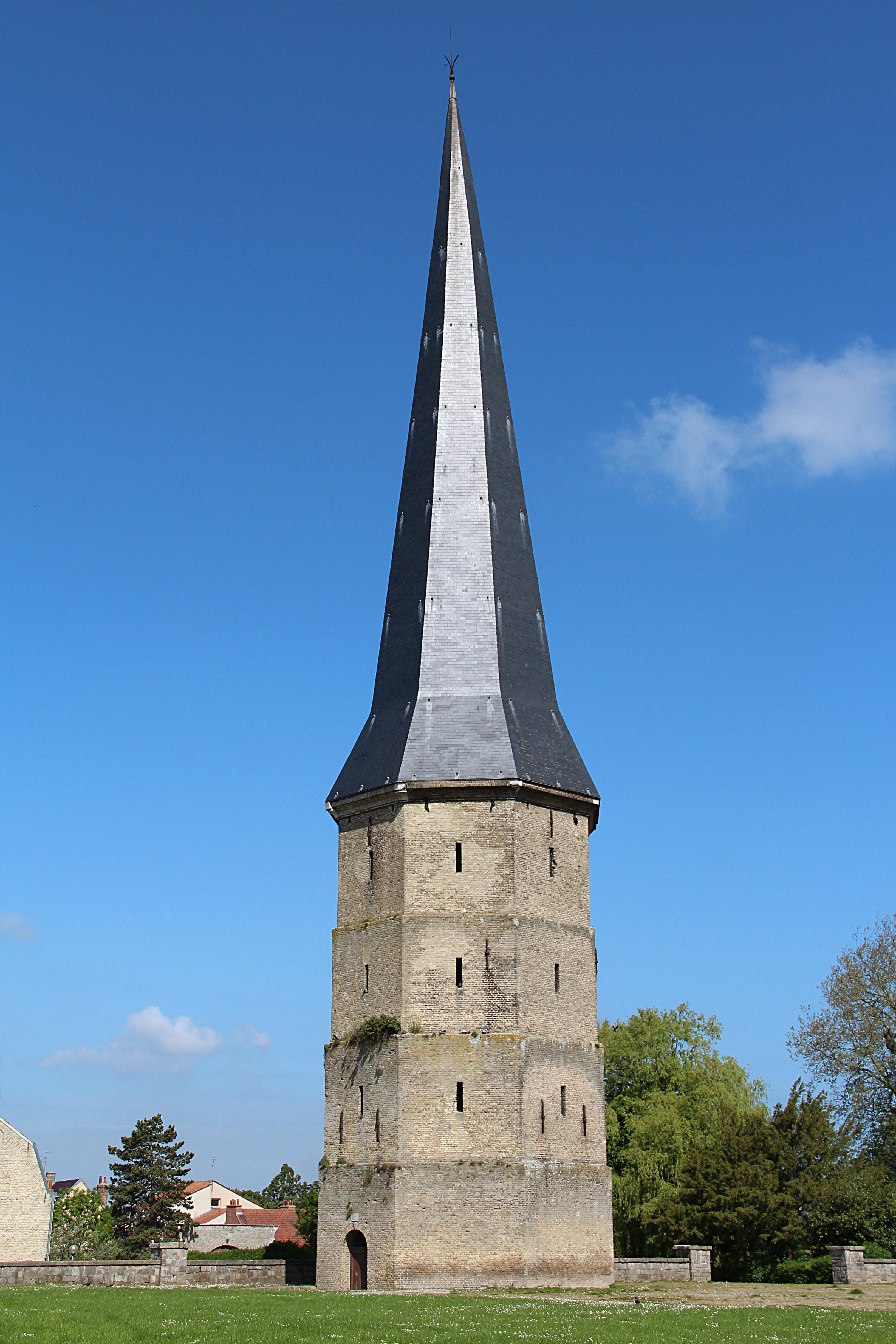
Tour octogonale ou "Tour pointue" de l'ancienne abbaye Saint-Winoc.

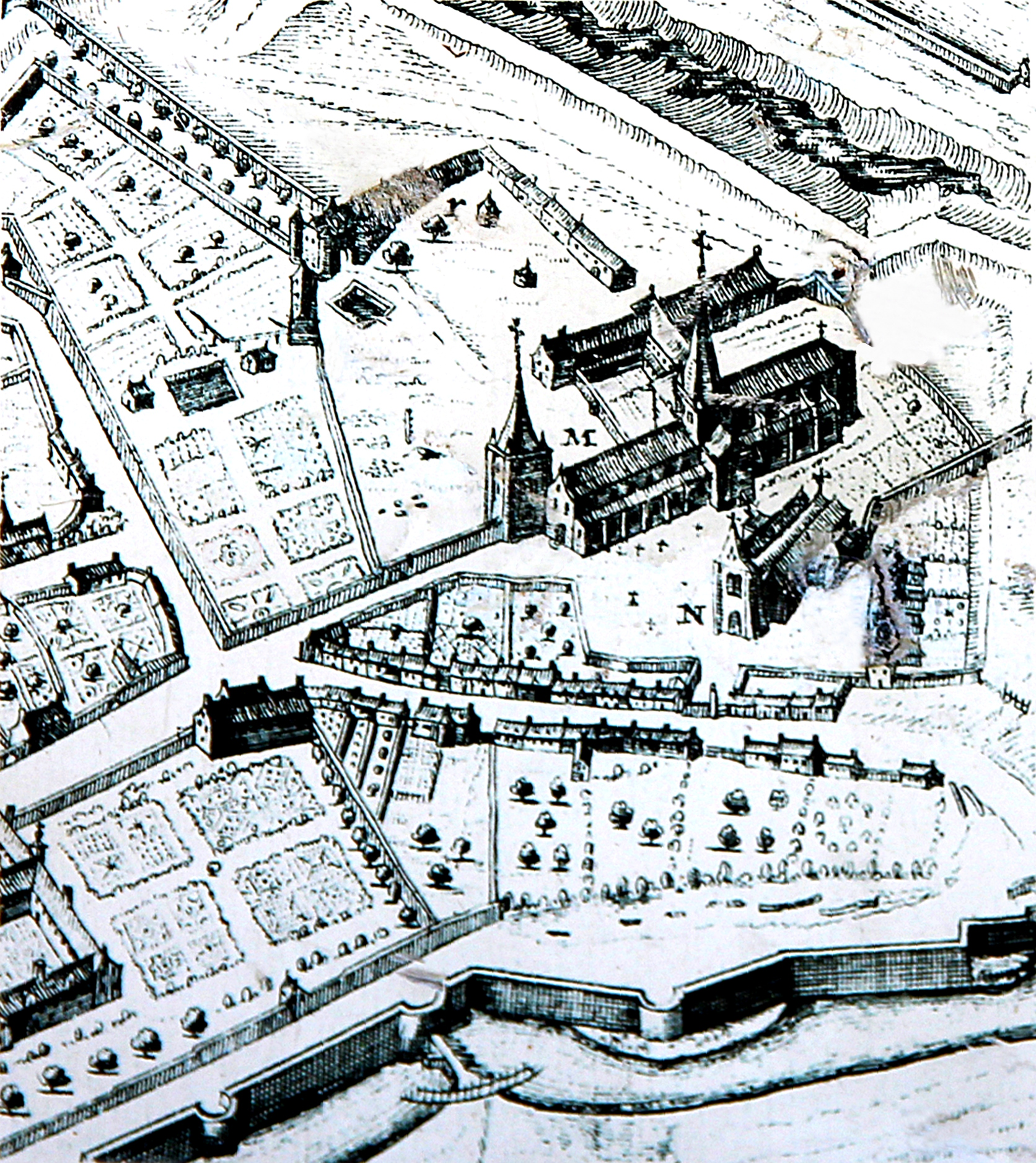
Gravure de l’ancienne abbaye Saint-Winoc de Bergues (vers 1635).

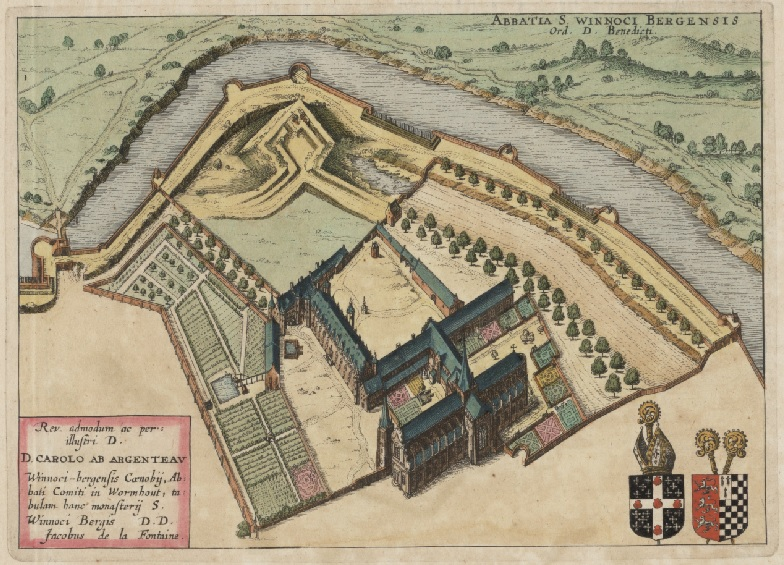
Abbaye Saint-Winoc au XVIIe siècle (par Antoine Sandérus dans Flandria Illustrata - 1641)

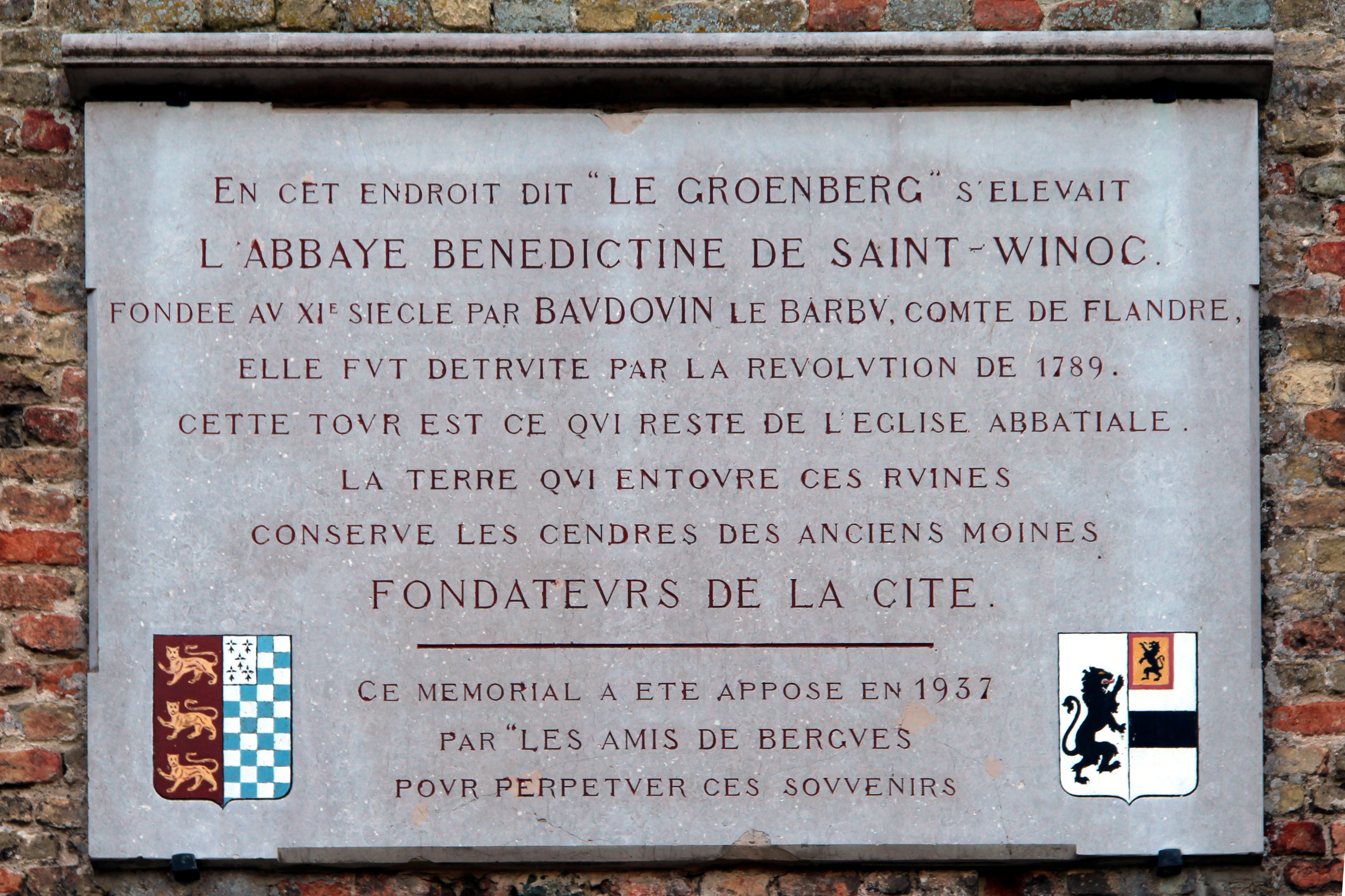
Plaque commémorative apposée en 1937 sur le site de l’ancienne abbaye Saint-Winoc

Winoc serait le fils de Hoël III et le frère d'Urielle de Trémeur. Selon d'autres légendes, il serait le neveu ou le fils de Saint Judicaël, roi de Domnonée en Bretagne et il serait né dans le pays de Dol.
D'après d'autres sources, Winoc (ou Winox), fils de roi breton (c'est-à-dire de Grande-Bretagne selon François-Joseph Grille), vient avec trois amis anglais à l'abbaye de Saint-Bertin à la fin du VIIe siècle. Saint Bertin les aurait envoyé évangéliser les cantons maritimes. Il se serait retiré entre 665 et 675 avec quelques compagnons sur le « Groenberg (Le mont vert) », ancien nom de Bergues, une colline isolée en bordure des anciens marais côtiers.
Héremard (ou Heremare), seigneur de Wormhout, serait allé voir saint Bertin pour donner des possessions en novembre 695. Il y exprima son souhait d'élever sur ses domaines un monastère et un hospice pour les pauvres, malades et pèlerins. Il obtint de saint Bertin que Winoc vienne diriger l'établissement de Wormhout. Winoc en devint le 1er abbé et y décède en 717,.
Vers 1022–1028, le monastère de Wormhout ayant été ruiné par les Normands, le comte Baudouin IV le Barbu érige l'abbaye Saint-Winoc à Bergues . Il fait venir des bénédictins de Saint-Omer, leur donne les biens des chanoines de l'église Saint-Martin et Saint-Winoc créée par Baudouin II, chassés en raison de leurs mœurs dissolues, le village de Wormhout et y fait déposer les ossements du saint ramenés à Bergues vers 902 ou 910. Il place le moine Roderic de l'abbaye de Saint-Vaast (ou de l'abbaye de Saint-Bertin, ce qui parait plus vraisemblable du fait des liens étroits entre l'abbaye Saint-Winoc et celle de Saint-Bertin, et du lieu où se retira Roderic ensuite) à la tête de l'abbaye. Roderic reste sept ans puis se retire à Saint-Bertin, il est remplacé par Germain, autre moine de Sithiu. La flèche de l'église de l'abbaye fut érigée en 1031.
En 1038, sont déposés dans l'abbaye les corps de deux saints anglais, Saint Oswald et Sainte Itisberghe, ramenés d'Angleterre par Balgar, moine de Saint-Winoc. En 1058, y est également déposé le corps de Sainte Lévinne.
L'abbaye Saint-Winoc garda tout au long de son histoire des liens privilégiés avec l'abbaye de Saint-Bertin. Jusqu'à Rumoald, abbé de 1041-1070, l'abbé fut nommé par l'abbé de Saint-Bertin. À la mort de Rumoald, les moines de Saint-Winoc voulurent élire leur supérieur. Cette situation donna lieu à nombre de discussions, intrigues. Après l'intervention des autorités civiles et ecclésiastiques, Ermenger fut nommé abbé. Lors de leur avènement, les évêques de Thérouanne prirent l'habitude de rendre une visite solennelle à l'abbaye pour marquer la filiation entre elle et celle de Saint-Bertin. Les abbés de Saint-Winoc gardèrent la tradition de se faire investir à Saint-Bertin.

### Évolution
L'abbaye pouvait se développer, favorisée par les comtes de Flandre successifs : en 1067, Baudouin V de Flandre dit Baudouin de Lille, présent dans l'abbaye lui accorda par une charte rédigée en latin plusieurs dîmes des environs (voir ci-dessous), une partie de la dîme de Zuydcoote (l'abbaye en reçut la totalité en 1121 de Charles Ier de Flandre), des terres et d'autres biens (moulin, pêcherie), ainsi que le droit de justice et l'affranchissement de taxes. Ces donations valurent à l'abbaye de devoir régler avec la ville et la châtellenie de Bergues des contestations relatives à leurs droits respectifs. Plus tard, le comte Thierry d'Alsace et sa femme Sibylle d'Anjou dotèrent également l'abbaye. Leur fils Philippe d'Alsace confirmera tous ses privilèges à Bergues en 1183.
L'abbaye de Bergues va ainsi petit à petit étendre ses possessions sur tous les villages environnants, par donation des puissants, achat, contestations, etc.
Au XIe siècle, vers 1070, Bertolf, comte de Ghistelles (Gistel), veuf de sainte Godelina, qu'il avait tourmentée pendant leur union, parent de Baudouin de Mons (Baudouin VI de Flandre), se remaria. Il eut une fille, née aveugle. La tradition relate que l'enfant fut guérie par l'intercession de sainte Godelina. Après ce miracle, Bertolf se repentit et s'en alla à Rome pour obtenir l'absolution de sa faute. Il partit ensuite en pèlerinage en terre sainte et se fit moine à l'Abbaye Saint-Winoc de Bergues où il mourut.
En 1083, un incendie déclenché par des tisserands ruine l'abbaye et la ville de Bergues. L'abbaye sera réédifiée en 1106 avec le secours de celle de Saint-Bertin, du légat du Pape Bruno et l'aide de Clémence de Bourgogne, femme de Robert II de Flandre.
Charles Ier de Flandre dit Charles Le Bon séjourna quelques jours dans l'abbaye, qui vécut à cette époque un nouvel incendie, en 1125 (ou 1121 à la suite des dissensions internes à l'abbaye que l'abbé Hermès (voir ci-dessous) avait tenté de réformer). Auparavant par un acte dressé à Cassel en 1121, en présence de Thémard châtelain de Bourbourg, de Walter son fils, et de Friolphe ou Froulfus, châtelain de Bergues, Charles, avoué (protecteur) de l'abbaye, avait confirmé celle-ci dans tous ses biens et privilèges, et il l'aida à se rétablir en punissant les membres qui avaient oublié leurs devoirs,.
En 1138, l'abbé Alger put mener à bien la rénovation de l'église, après l'incendie de 1125, et célébrer cet évènement par une grande cérémonie en présence des évêques de Thérouanne, Arras, Noyon, Tournai, du comte de Flandre et de plusieurs abbés des environs (abbé de Saint-Bertin, de Cassel, Furnes, Watten).
En 1196, le pape Célestin III, à la demande de Philippe, abbé de Bergues confirme au monastère plusieurs privilèges dont la possession de l'autel de Wormhout.
En 1197, l'abbé Alard et les religieux de Fémi (? à Ypres ou près d'Ypres?), cèdent à l'abbaye de Bergues moyennant un cens annuel de 6 deniers tout ce qu'ils possédaient à Téteghem. À la même époque, l'abbaye récupère également la dîme de Hoymille. En 1199, Lambert évêque de Thérouanne confirme à l'abbaye de Bergues la possession de l'hospice Saint Gohard d'Ernteka (Arnèke) où étaient reçus les passants pauvre.
Louis II de Flandre, dit Louis de Male, âgé de 17 ans, se fiança dans l'Abbaye, le 1er mars 1347, avec Isabelle d'Angleterre, plus ou moins contre son gré, il épousera la même année Marguerite de Brabant.
L'abbaye de Saint-Bertin et l'abbaye Saint-Winoc ont soutenu les prétentions de l'antipape Clément VII. Ce dernier a été le premier des papes d’Avignon du Grand schisme d'Occident. En 1383, les français mettent la ville à sac dans le cadre de la croisade d'Henri le Despenser contre l'antipape : la ville prise d'abord par les Anglais arrivés en Flandre est ravagée par les Français à la suite du repli anglais, l'abbaye n'est pas épargnée, notamment la bibliothèque qui fut incendiée. Néanmoins, elle ne fut pas entièrement détruite et par précaution, les reliques avaient été transportées à l'abbaye Saint-Bertin.
Le duc de Bourgogne Philippe II de Bourgogne, dit Philippe le Hardi, comte de Flandre par son mariage avec Marguerite III de Flandre, fille et héritière de Louis de Male, fait restaurer l'abbaye de même que la ville dans les années suivantes. La ville et l'abbaye Saint-Winoc favorisées par le duc et ses successeurs purent se développer.
En 1554, l'abbé de Saint-Winoc est présent à la réception dans la cathédrale de Saint-Omer des chanoines fugitifs de Thérouanne rasée sur ordre de Charles-Quint en 1553. De par la disparition de l'évêché de Thérouanne à cette même date, Bergues est rattachée à l'évêché d'Ypres.
Le 4 juillet 1558, Bergues subit le passage du Maréchal de Thermes (Paul de La Barthe de Thermes) à la tête des troupes françaises : la France a repris Calais en 1558 aux Anglais, alliés de Charles Quint, et depuis cette base, le Maréchal mène une expédition en Flandres : il prend Dunkerque, puis après un siège de deux jours, Bergues. Comme partout lors de cette équipée, les Français, pillent et ravagent, la ville est incendiée et l'abbaye Saint-Winoc n'est pas épargnée. Selon Henri Piers, elle ne retrouva jamais sa splendeur d'avant ce désastre.
À l'époque du développement du protestantisme, des hérétiques pillèrent l'abbaye le 15 août 1566 et de nouveau en 1578. À l'époque de ces événements, l'abbé se réfugia auprès de l'infant Juan d'Autriche, tandis que les religieux partirent pour l'abbaye de Saint-Bertin emportant avec eux la châsse de Saint-Winoc, ramenée à Bergues ultérieurement. Philippe II d'Espagne décide alors d'installer un poste militaire dans l'abbaye pour la protéger, il y reste jusqu'en 1590.
Le 18 août 1625, l'abbaye fut visitée par Isabelle-Claire-Eugénie d'Autriche, gouverneure des Pays-Bas, dans le cadre d'une tournée d'inspection en Flandre et semble-t-il d'un pèlerinage à l'abbaye des Dunes. Isabelle d'Autriche souhaitait visiter les reliques de Saint Winoc. Ayant logé à Dunkerque le 17 août, elle vint à l'abbaye avec une suite nombreuse. Elle fut reçue par l'abbé Charles II d'Argenteau qui venait d'être installé le 1er mai par l'évêque d'Ypres, Antoine de Haynin.
Louis XIV accordera de nombreux privilèges à l'abbaye en 1678.
Le 22 juin 1741, Bergues reçut en grande pompe un membre de la famille royale Louis-Philippe d'Orléans, duc de Chartres, accompagné de toute une suite, venant d'Ypres et se rendant à Dunkerque. L'équipage passa la nuit à l'abbaye de Saint Winoc.
Est également signalée la visite le 27 novembre 1754 de l'intendant des Flandres, représentant du Roi, avec son épouse. Ils passèrent la nuit à Saint-Winoc. comme à chaque passage de notabilité, la ville était parée pour l'occasion.

### Disparition
Le 26 mars 1790, l'Assemblée Nationale décrète la vente des biens des couvents et ordonne le recensement de leurs biens et propriétés, les conseillers municipaux furent chargés de cette action.
La châsse de Saint-Winoc composée en partie d'or et d'argent, à la suite de l'embellissement donné par Alger, 10e abbé, fut brisée et envoyée à la monnaie pour en récupérer ce qui pouvait être réutilisé pour les finances du pays.
L'abbaye sera rasée à la suite de la Révolution de 1789. L'inventaire des biens réalisé à la demande des révolutionnaires montra toute sa richesse : tableaux de peintres , une bibliothèque immense dont le catalogue faisait 480 pages, de nombreux objets en or et argent (détails dans Louis de Baecker et voir ci-dessous la section Patrimoine et biens). Lors de l'inventaire, l'abbaye comptait 27 religieux. Elle fut démolie le 18 juin 1791. Selon Henri Piers, cette dernière date est celle à laquelle elle fut abandonnée, sa destruction intervenant en 1793, deux tours étant conservées pour servir de point de repère aux bateaux en mer, après qu'elle fut vendue comme bien national.

## Patrimoine et biens
L'abbaye était située sur la rive droite du canal de la Colme.
Les vestiges de l'abbaye Saint-Winoc font l'objet d'une inscription au titre des Monuments historiques depuis 1926, confirmée en 1946. Il en demeure les deux tours datées des XIIe et XIVe siècles pour la grosse tour, la tour polygonale ayant été reconstruite après son écroulement en 1812.
- L'abbaye posséda un portrait de Pierre Paul Rubens peint par Antoine van Dyck[36]
- De nombreuses collections de l'abbaye sont au Musée des beaux-arts de Dunkerque.
- L'Abbaye Saint-Winoc détient en 1067 la dime, de Warheem, Brieten, Bissengesela, Spicois, Erembaldi Capella, Crochtem, Tetingeem, Kilheem, Oxhem, Sintonis, Wormout, Chocæ, Ghinelda, Coudekerke, Hoymilla, Mardyck, Houtekercke, Dunkercka (En 1067, Baudouin de Lille donne la dîme de Dunkerque, qui est ainsi citée pour la première fois dans une charte, à l'abbaye[37]). S'y ajoute celle de Soutcota avec les terres asséchées dans l'avenir dans la paroisse en 1121[38].
- Le Pape, Honorius II, pape de 1124 à 1130, donne de nouvelles dîmes à l'abbaye ainsi que la pleine juridiction sur les paroisses de Bergues, Warhem, Wormhout, Quaedypre, Spycker, Armbouts-Cappel, Coudekerque, Ghyvelde, Esquelbecq, Ledringhem, Synthe (en quelque sorte confirmation et extension des donations reçues en 1067 de Baudouin de Lille)[15].
- L'abbaye possède cent mesures de terres (environ 45 hectares) sur le territoire de Ochtezeele par charte de 1183 de Philippe d'Alsace[38].
- Des livres et manuscrits de la bibliothèque, réputée au temps de la splendeur de l'abbaye, peuvent être retrouvés dans les archives municipales de Bergues et de Dunkerque.
- La principale cloche de l'église de Socx, datée de 1700, provient du carillon de l'abbaye; elle est ornée d'une danse macabre.
- L'église de Rexpoëde possède le buffet d'orgues provenant de l'abbaye Saint-Winoc de Bergues[33].

## Personnalités
- Michel de Swaen né le 20 janvier 1654 à Dunkerque où il est mort le 3 mai 1707, est un poète et dramaturge de langue néerlandaise.
- Drogon 1030 - †1078 après avoir été moine de l'abbaye, fut évêque du Diocèse de Thérouanne, il a traduit la vie de saint Winoc du latin en flamand.(ouvrage imprimé en 1757 à Dunkerque chez Nicolas Weins)[39], il a également écrit la vie de sainte Godelina.
- Thomas Diacre, né à Bergues, religieux à Saint-Winoc, a écrit une chronique du monastère[40].
- Pierre de Walloncappel, né à Saint-Omer, prieur de l'abbaye Saint-Winoc au XVIe siècle, a rédigé en partie les annales du monastère[40].

## Abbés de Saint Winoc
La liste des abbés de Saint-Winoc provient du croisement des données de l'ouvrage de Louis de Baecker et du Tome V de Gallia Christiana.

1. Origine-1026 : Roderic. Abbé de l'abbaye de Saint Bertin depuis 1021 et en même temps de Saint Winoc puis est retourné à Saint-Bertin où il est mort en 1042 ou 1043.
2. 1026-1041 : Germain ou Gromaire. Moine de l'abbaye de Saint-Bertin, mort en 1041 à Ypres.
3. 1041-1070 : Rumoald ou Renould. Vient de Saint-Bertin. L'abbaye reçut des reliques de saints bretons et plusieurs bienfaits de Baudouin de Lille. A fait frapper des deniers[43]. Il fut enterré dans l'abbaye.
4. 1070-1078 : Ermenger. Moine de Saint-Winoc. Son élection souleva des dissensions, calomnié, il fut démis par Hugues de Die lors du Concile de Poitiers en 1078.
5. 1078-1083 : Manassès. Moine du diocèse de Verdun, nommé par la volonté de Robert le Frison, comte de Flandre. Quitta ses fonctions d'abbé au bout de cinq ans.
6. 1083-1104 : Ingelbert. Petit-fils de Bauduin IV de Flandre par sa fille, ex-adversaire d'Ermenger. Ingelbert se repentit au fil du temps d'avoir calomnié Ermenger.
7. 1104-1106 : Ermenger. Il a été rétabli dans sa fonction d'abbé par le pape Pascal II et meurt le 10 juin 1106.
8. 1106-1121 : Hermès dit de Wallon-Cappel. Prieur de Saint-Bertin, appelé par Robert II de Flandre. Restaura la discipline. Se retira dans l'abbaye Saint-Nicaise de Reims.
9. 1121-1130 : Thomas. Moine de Saint-Bertin, coopté par Hermès. Restaura l'abbaye après l'incendie de 1121 ou 1125 et bénéficia de la bienveillance du Pape Honorius II qui donna à l'abbaye toute juridiction sur les églises de Bergues, Wormhout, Warhem, Quaedypre, Spycker, Armbouts-Cappel, Coudekerque, Ghyvelde, Esquelbecq, Ledringhem, Grande-Synthe.
10. 1130-1148 : Alger. Répara l'église. En 1138, le corps de Saint-Winoc fut solennellement déposé dans une nouvelle châsse d'or, d'argent et de pierres précieuses.
11. 1149-1159? : Thierry. Ex moine de Bergues. Venait de prendre ses fonctions lorsque Thierry d'Alsace enterra Bauduin son fils aîné dans l'abbaye.
12. ???-??? :  Acher. Mort à Saint-Nicaise de Reims un 6 septembre et y fut enterré.
13. 1164?-1170? : Walter I (ou Gauthier I). Est cité abbé dans une charte de l'archevêque de Reims en 1164. Vit encore en 1167, décède un 20 novembre.
14. 1171?-1184? : Alexis. Cité dans des textes de 1171 et 1181. À sa demande, en 1183, Philippe d'Alsace, comte de Flandre confirma tous les privilèges de l'abbaye.
15. 1184?-1199? : Philippe I. Retrouvé dans des textes de 1194 (arbitre dans un litige intéressant l'abbaye de Clairmarais) et 1197, ainsi que dans un texte de 1199.
16. 1199?-1201? : Jean I dit de Bourbourg. Est abbé en 1201 mais il existe un doute sur le monastère précis de Bergues dont il est abbé.
17. 1208?-1221? : Ingelmar. Connu comme un homme avisé. Est rencontré dans différents textes entre 1208 et 1221. Il meurt un 22 novembre.
18. 1221-??? : Philippe II. Participe à une cérémonie à Saint Bertin en 1221. Il meurt un 23 octobre.
19. ???-??? : Guillaume I de Slippe. Est cité dans des chartes de 1234 et 1236. Il meurt un 19 décembre, est enterré dans le chœur de l'église.
20. ???-??? : Walter II (Gauthier II). Rencontré dans une charte de 1249. Peut être celui appelé Gautier de Formezelles. Meurt un 12 octobre.
21. ???-??? : Jean II de Loys.
22. ???-??? : Egide de Boslède.
23. ???-??? : Guillaume II de Bapaume. Abbé en 1272[44]. Décède un 26 janvier, enterré dans le chœur de l'église.
24. ???-1290? : Baudouin de Willèques ou Billèques. Meurt un 28 mars, enterré dans le chœur.
25. 1290?-??? : Pierre I Falekin. Cité vers 1290. Embellit notablement le chœur de l'église. Meurt un 5 novembre.
26. ???-??? : Nicolas Lay. Succombe un 10 septembre.
27. ???-??? : Guillaume III Marant.
28. ???-??? : Jean III Bleehart ou Vleggaert.
29. ???-??? :Simon I Polin ou Plotin.
30. ???-??? : Jean IV Nagelrincq. Meurt un 24 janvier à Ypres. Est le premier enterré dans le nouveau chœur.
31. ???-1338 :Jacques I Piscis. Meurt le 16 janvier 1338.
32. 1338-??? : Jean V de Bulscamp.
33. ???-??? : Jean VI de Bornincq ou Borvincq. Meurt un 30 mai à Paris.
34. ???-??? : Simon II de Moer. Meurt un 17 décembre.
35. ???-??? : André Colin ou Bolin. Meurt un 17 décembre
36. ???-1394 : Jacques II Pinchenier. Abbé lors du désastre de 1383. La crédulité populaire attribua ce drame à la colère divine, l'abbaye ayant soutenu l'antipape Clément VII.
37. 1394-1395 : Simon III de Haringhes. Docteur en droit, ancien prieur, élu abbé et confirmé en 1395. Simon redressa l'abbaye.
38. 1395-1395 : Michel Brasseur. Intronisé et mort la même année.
39. 1395-1420 : Georges Moer. Moine de Bergues, devint par la suite abbé de l'abbaye d'Oudenbourg. Homme de grand nom et de grande autorité morale.
40. 1420-1442 : Walter ou Gautier III Bavelaere. Obtint du pape  Martin V la bénédiction solennelle de l'abbaye. Meurt le 28 novembre 1442.
41. 1442-1472 : Pierre II Lotin. Fit construire un maître-autel en albâtre et embellit l'église de décorations. Meurt ayant démissionné volontairement en faveur de son chapelain.
42. 1472-1488 : Jean VII Maes. Très soucieux de venir en aide aux pauvres. Vendit la dîme de Dunkerque. Meurt le 21 mai 1488.
43. 1488-1498 : Jean VIII de Gondebault de Bourgogne. Enterré dans l'église paroissiale de Saint-Denis à Saint-Omer.
44. 1498-1512 : Adrien de Peene. Agrandit et embellit beaucoup l'abbaye vers 1506, cité avec éloges pour cette raison. Meurt le 3 janvier 1512.
45. 1512-1517 : Jacques III Wilgiers. Prévôt de Wormhout, élu abbé contre la préférence de Maximilien d'Autriche et de sa fille Marguerite d'Autriche pour le prieur de Waes.
46. 1517-1524 : Jacques IV de Cortewyle, Boulonnais, investi en 1517, d'abord moine de Vlerbake et ensuite abbé d'Oudenbourg.
47. 1524-1527 : Roland de Steelandt ou de Streulandt. Moine de Saint-Pierre de Gand puis abbé de Saint André de Bruges avant d'être nommé à Saint Winoc. Mort à Bruges.
48. 1527-1535 : François I Oudegherst. Moine de Saint-Bertin, prévôt de Poperinghe. Intronisé en présence de Antoine de Berghes, abbé de Saint-Bertin dont il présida les funérailles peu de temps après. Fit régner une discipline sévère dans l'abbaye et y interdit l'entrée des femmes. Auteur de célèbres Annales de Flandre.
49. 1535-1544 : Gérard I de Hamericourt. Moine de Saint-Bertin nommé abbé de Saint-Winoc par Charles Quint puis abbé de Saint-Bertin en 1544. Récupéra la dîme de Dunkerque en 1540, nommé Ier évêque de Saint-Omer en 1563.
50. 1544-1556 : François II d'Avroult ou de Helfaut (famille d'Averhoult). De noble extraction, occupa différents postes d'abbés ou de dignitaires d'Église.
51. 1556-1576 : Jérôme de Grimberge. Ancien moine de Saint-Bertin. Licencié en théologie. Connut l'incendie de l'abbaye le 4 juillet 1558 causé par les Français. En assura la restauration.
52. 1576-1583 : Jean IX Le Roy. Noble artésien de Bonningues ou Bouvelinghem. L'abbaye fut pillée par les Réformés (protestants) en 1578. Jean se retira auprès de Don Juan d'Autriche et les religieux se réfugient à Saint-Omer.
53. 1585-1587 : Jean X Mofflin ou Mouflin. Luxembourgeois, chapelain de Philippe II d'Espagne, nommé abbé de Saint-Winoc par ce dernier. Enrichit la bibliothèque de l'abbaye de manuscrits achetés à travers l'Europe.
54. 1587-1590 : Thomas Lardeur. Audomarois, moine de Bergues, envoyé deux fois en mission auprès de Philippe II, roi d'Espagne, qui le nomma abbé de Saint-Winoc.
55. 1591-1625 : Charles I d'Argenteau. Famille du Brabant wallon. Religieux de Saint-Winoc. Fit plusieurs donations aux jésuites qui venaient de s'installer à Bergues.
56. 1625-1660 : Charles II d'Argenteau, neveu et coadjuteur du précédent, enrichit et restaura l'abbaye.
57. 1662-1677 : Maure I de Vignacourt de la noble maison de Flêtre. Nommé par Philippe II
58. 1677-1678 : Anselme Lamin. Prévôt d'Oudezeele, mort un an après sa nomination.
59. 1678-1685 : Benoît I Vanderbeke. Régla le problème des dettes de l'abbaye, développa l'hospice pour les personnes âgées et l'hôpital.
60. 1685-1689 : Gérard II de Croix ou de Croy. Prieur de l'abbaye, mort d'apoplexie à Ypres.
61. 1689-1694 : Maure II d'Hardinne de Bergues. Arbitre de litiges dans la région.
62. 1694-1709 : Benoît II Jansseune de Furnes, mort à Liège, enterré à Saint-Winoc. Travailla à embellir l'abbaye.
63. 1709-1722 : Gérard III Van der Haghe, de Dunkerque, professeur de théologie.
64. 1722-1723 : Guillaume du Bois (l'abbé Dubois). Cardinal, duc et archevêque de Cambrai, premier ministre pendant la Régence (de Louis XV), il reçut de très nombreux bénéfices dont les abbayes de Saint-Winoc et Saint-Bertin.
65. 1723-1751 : Goswin Rickewaert de Bergues. Prieur de l'abbaye.
66. 1751-1780 : Maure Desain de Steenvoorde, élu le 23 mai 1751.
67. 1780-1790 : Van de Weghe de Bergues. Dernier abbé du fait de la suppression des ordres religieux pendant la Révolution française.